# Ishikari (miasto)
Ishikari (jap. 石狩市, Ishikari-shi) – miasto w Japonii, na wyspie Hokkaido, w podprefekturze Ishikari. Usytuowane u ujścia rzeki Ishikari, nad zatoką Ishikari, należącą do Morza Japońskiego. Miasto ma powierzchnię 722,42 km². W 2020 r. mieszkało w nim 56 869 osób, w 23 038 gospodarstwach domowych  (w 2010 r. 59 449 osób, w 22 533 gospodarstwach domowych) .
Nazwa miasta pochodzi prawdopodobnie od nazwy rzeki Ishikari, która w języku Ajnów brzmi "Ishikarapetsu", co oznacza "meandrujący przepływ rzeki", lub także "piękna rzeka, którą stworzył Bóg". 
1 września 1996 Ishikari-chō zostało przemianowane na Ishikari-shi.

## Współpraca
- Kanada: Campbell River
- Rosja: Wanino
- Chińska Republika Ludowa: Pengzhou